# Otón II
Otón II el Rojo (en alemán Otto II., 955-Roma, 7 de diciembre de 983) fue rey de Alemania e Italia (961-983) y emperador del Sacro Imperio Romano-Germánico (967-983).
El más joven y único hijo sobreviviente de Adelaida de Italia, fue nombrado corregente con su padre Otón I en 961 y se convirtió en coemperador en 967. A la muerte de su padre en 973, continuó como emperador y rey sin nueva elección ni coronación.
Otón II continuó la política de su padre de fortalecer el poder imperial en Alemania y extenderlo hacia Italia. Enrique II de Baviera se sublevó en 974 y no se le pudo dominar hasta 978. El año siguiente obtuvo la sumisión de Bohemia y Polonia. 
En 977, Lotario, rey de Francia, invadió Lorena con un ejército de 20 000 hombres, ocupando la capital Aquisgrán durante cinco días. Otón II se retiró a Colonia y luego a Sajonia. Al año siguiente, Otón reunió 30 000 hombres y, en represalia, puso sitio a París, que sin embargo tuvo que levantar por una epidemia entre sus tropas, resultando destruida su retaguardia durante la retirada. En 980 se llegó a la paz de Margut-sur-Chiers con Francia, por la que Lotario renunciaba a la Lorena a cambio del reconocimiento de los derechos de su hijo Luis V por Otón II.
Con Alemania afianzada, invadió Italia pero fue expulsado en 982. El verano siguiente convocó una dieta en Verona para confirmar a su hijo, Otón III, como rey de Alemania. 
En 981 decidió emprender una enérgica expedición contra los sarracenos establecidos en la costa meridional de Calabria, para la que reunió un poderoso ejército, en el que iban dos mil cien caballeros con armadura pesada. El 13 de julio de 982, el desastre ante los musulmanes en la batalla de Stilo, junto al cabo Colonna, fue total. Las repercusiones no tardaron en hacerse sentir en Germania. Los daneses cruzaron la frontera y la sublevación de los abodritas (eslavos del Elba), destruyó en parte la tarea de cristianización e influencia desarrollada por Otón I (su padre). Este, probablemente hubiera regresado de inmediato, pero su hijo Otón II continuó en Italia, muriendo un año después de malaria en Roma.
Su esposa fue la princesa bizantina Teófano Skleraina (matrimonio propiciado por la emperatriz Teófano Anastaso). De esa unión llegaron a la adultez tres hijas y un hijo: el emperador Otón III.

## Hijos de Otón II
- Adelaida (977-1044 o 1045): la cual fue abadesa de Quedlinburg.
- Sofía (978-1039): abadesa de Gandersheim y Essen.
- Matilde (979-1024): esposa de Ezzo, conde palatino y duque de Lorena.
- Otón III (980-1002): sucesor del trono y luego emperador, quien tuvo una hermana gemela muerta a poco de nacer (antes del 8 de octubre de 980).